# La boloñesa (La boulonnaise)
La boloñesa (La boulonnaise) es un cuadro de la pintora española María Blanchard realizado entre 1922 y 1923 que se encuentra en el Museo del Prado de Madrid.

## Obra
Se trata de un óleo sobre lienzo con unas dimensiones de 100 por 65 centímetros. La pintura muestra a una matelote o verrotière, una pescadora o recogedora de marisco del Boulonnais, una región en el departamento de Pas-de-Calais, que acostumbraban a posar con los brazos en jarras, posición en la que Blanchard la retrató.
Esta obra es posterior a la etapa cubista de Blanchard, que finalizó en 1918.  En esta nueva etapa, Blanchar prefería representar de modo casi monumental el motivo femenino, lo que se refleja en esta obra, ya que la figura ocupa casi toda la altura del lienzo. La culminación de la figura con el soleil, una cofia de encaje blanco almidonado y encañonado, enaltece a la mujer resaltando su protagonismo.

## Historia
La boloñesa fue parte, con el título de La boulonnaise, de una exposición individual entre el 14 y el 25 de abril de 1923 con veintiún obras de Blanchard celebrada en la Galerie du Centaure de Bruselas promovida por el grupo de marchantes Ceux de demain, formado por los Jean Delgouffre, Frank Flausch y Jean Grimar.
Esta obra fue adquirida por el Museo del Prado gracias al legado de la benefactora de la Fundación Amigos Museo del Prado Carmen Sánchez, que permitió la adquisición de obras de arte por valor de 779.177 euros, lo que en una de las mecenas más importantes del museo. Además de La boloñesa, fueron adquiridas catorce obras más, entre las que se encuentran San Francisco arrodillado en meditación, de Mariana de la Cueva y Barradas, o Retrato de caballero, del pintor renacentista flamenco Adriaen Thomasz. Key. Todas las obras fueron exhibidas en 2021 en la exposición El legado de Carmen Sánchez. La última lección, para después ser ubicadas en la colección permanente.
La adquisición de la obra por parte del Museo del Prado causó polémica ya que quince de las obras de Blanchard se encuentran en el Museo Nacional Centro de Arte Reina Sofía, que en 2012 llegó a dedicarle una retrospectiva. Blanchard nació unos meses antes que Pablo Picasso, lo que supone que la obra haya sido adquirida conforme a lo que establece el Real Decreto de 1995 que marca ese hito como el límite para definir qué obras deben pertenecer al Museo Reina Sofía y cuales al Museo del Prado.